# اس‌اس پریکلس

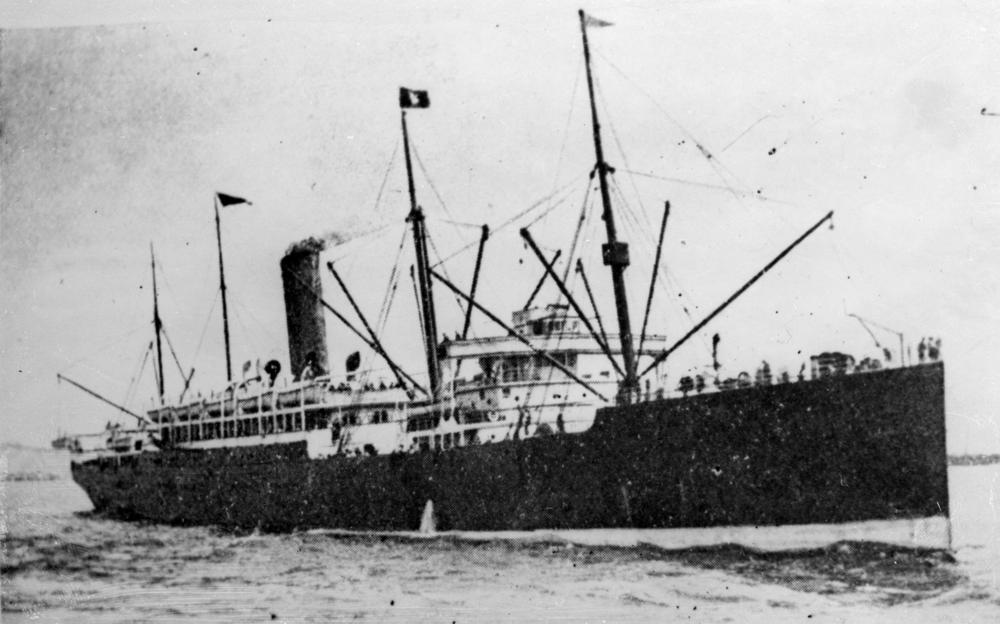
نمایی از کشتی اس‌اس پریکلس

اس‌اس پریکلس (به انگلیسی: SS Pericles) یک کشتی بود که طول آن ۵۰۰ فوت ۵ اینچ (۱۵۲٫۵۳ متر) بود. این کشتی در سال ۱۹۰۷ ساخته شد.